# کوجا یوسف پاشا

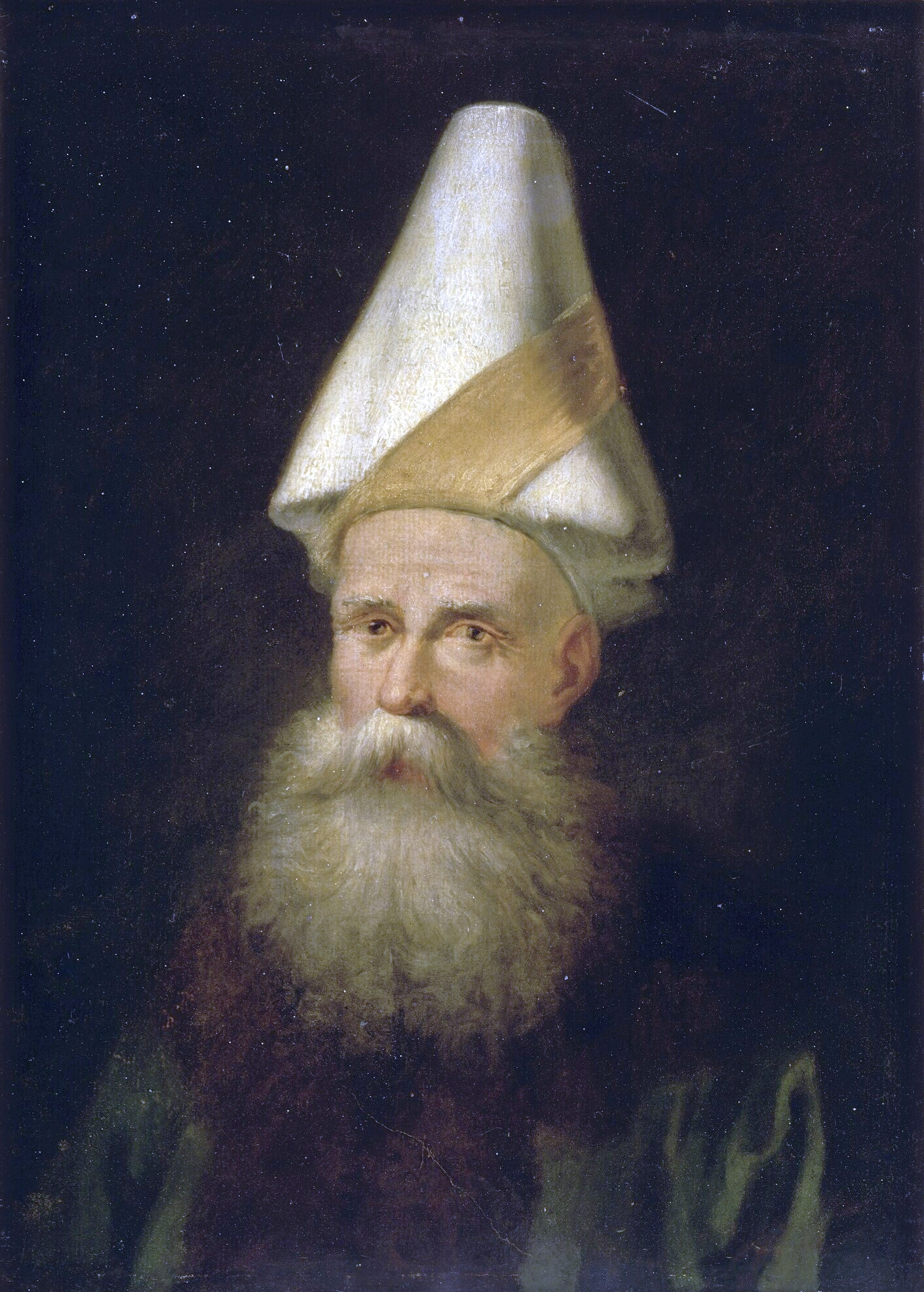
کوجا یوسف پاشا

کوجا یوسف پاشا یک دولتمرد عثمانی بود. او از ۲۵ ژانویه ۱۷۸۶ تا ۲۸ مه ۱۷۸۹ (در زمان سلطنت عبدالحمید اول) وزیر بزرگ عثمانی و پس از ۱۹ دسامبر ۱۷۸۹ به عنوان کاپودان پاشا (دریاسالار بزرگ نیروی دریایی عثمانی) بود.
او دوباره نیز وزیر بزرگ شد و این بار از ۱۲ فوریه ۱۷۹۱ تا اواسط سال ۱۷۹۲ (در زمان سلطنت سلیم سوم) خدمت کرد.
او یک گرجی بود که به اسلام گروید و همچنین به عنوان فرماندار پلوپونز به عثمانی خدمت کرد.